# Demografia da Venezuela
O povo venezuelano inclui uma rica combinação de heranças. Aos ameríndios originais e aos espanhóis e africanos que se lhes juntaram depois da conquista espanhola, vagas de imigração durante o século XX trouxeram quantidades apreciáveis de italianos, portugueses, árabes, alemães e outros, provenientes dos países limítrofes da América do Sul. Cerca de 85% da população vive em áreas urbanas na parte norte do país. Enquanto que quase metade da área terrestre da Venezuela se situa a sul do rio Orinoco, esta região contém apenas 5% da população.
De acordo com um estudo genético de DNA (ADN, em Portugal) autossômico, realizado em 2008, pela Universidade de Brasília (UnB) a composição da população da Venezuela é a seguinte: 60,60% de contribuição europeia, 23% de contribuição indígena e 16,30% de contribuição africana.
A língua nacional e oficial é o espanhol, mas existem também numerosas línguas indígenas e as línguas introduzidas pelos imigrantes. 96% da população identifica-se como católica. Outras igrejas, em especial a protestante, compõem o restante.
Em meados de 2018, a população de Venezuela foi estimada em 32,515,949 pessoas.